# Костел Святого Антонія (Чернелиця)
Костел святого Антонія (Чернелиця) — костел в с. Чернелиця Івано-Франківської області, Україна, пам'ятка архітектури національного значення.

## Історія
Костел розпочали будувати в 1661 році, а завершили в 1669 році за кошти князя Михайла-Юрія Чорторийського та його другої дружини Евфрозини Станіславської. Для будівництва костелу збиралась десятина з таких сіл як Вільховець, Чортовець та Тишківці, а перший камінь під костел освятили в присутності архієпископа Тарновського. Костел з 1664 року до 1789 (за іншими даними до 1815 року) використовувався ченцями ордену домініканців. В 1690 році монастирем з костелом опікувався Франціск Дідушинський. Костел був пограбований в 1739 році російськими військами під час російсько-турецької війни 1735-1739 років.
Храм освячений на честь Святого Архангела Михаїла в 1772 році. Існує інформація про візитацію костелу в 1708, 1820, 1828 та 1830 роках, яка засвідчила його  незадовільний стан та потребу ремонту. В 1807 році в храмі за кошти вікарія  Вінцентія Томашевського придбано орган. В ньому розташовувалась бібліотека.  На честь Святого Антонія Падуанського храм посвятив архієпископ Андрій Алоїзій Анквіч в 1833 році. Після завершенні Другої світової війни частина прочан переїхала за кордон (до Польщі), а храм радянська влада з  1948 по 1980 роки стала використовувати як склад. Частину майна віряни забрали з собою (ікони, фігури, деталі декору), а частина (стацій Хресної дороги) перейшли до місцевої греко-католицької церкви Різдва Пресвятої Богородиці (1817 р.). Храм охоронявся як пам'ятка архітектури Української РСР (№ 1154). В 1985 році його перекрили гонтовим дахом.
В різні роки храм мав різну кількість вівтарів: в 1772  — сім, а на початку ХХ століття — п'ять.
Поруч з храмом збереглося приміщення колишньої плебанії.

### Пожежа
У серпні 2005 року костел постраждав від пожежі, яка знищила дах храму та розпис стін (фото до пожежі) [Архівовано 7 червня 2021 у Wayback Machine.]. Причиною пожежі стало випадкове займання деревини, спричинене 10-ти літнім місцевим мешканцем.

## Архітектура
Хрестоподібний храм оборонного типу побудований в ренесансному стилі з білого вапняку. В середині храму є хори, до яких ведуть сходи, розміщені в башті, яка розташована в північно-західній частині будівлі. Фасад будівлі має фронтон трикутної форми з різьбленнями у формі спіралей з нішами,трьома акротеріями та двома обелісками. Вхід в костел оформлений різьбленим з білого каменю порталом з гербом Чарторийських. Нава була перекрита нервюрним склепінням.  В пресбітерії розташовані двері в ризницю також з порталом, оформленим білим каменем, над яким розташовано герб «Пилява» Єфросинії Станіславської. Під підлогою костелу були влаштовані крипти. Між костелом та Чернелицьким замком, розташованим неподалік був прокладений підземний хід. Костел і замок побудовані в одному стилі в один період.

## Див також
- Костел святого Антонія (Корець);
- Костел Святого Ігнатія Лойоли (Коломия);
- Костел святого Миколая (Рогатин);
- Санктуарій Матері Божої Цариці миру у Більшівцях;
- Церква Непорочного Зачаття Пресвятої Богородиці (Городенка).